# Eugenio Cajés

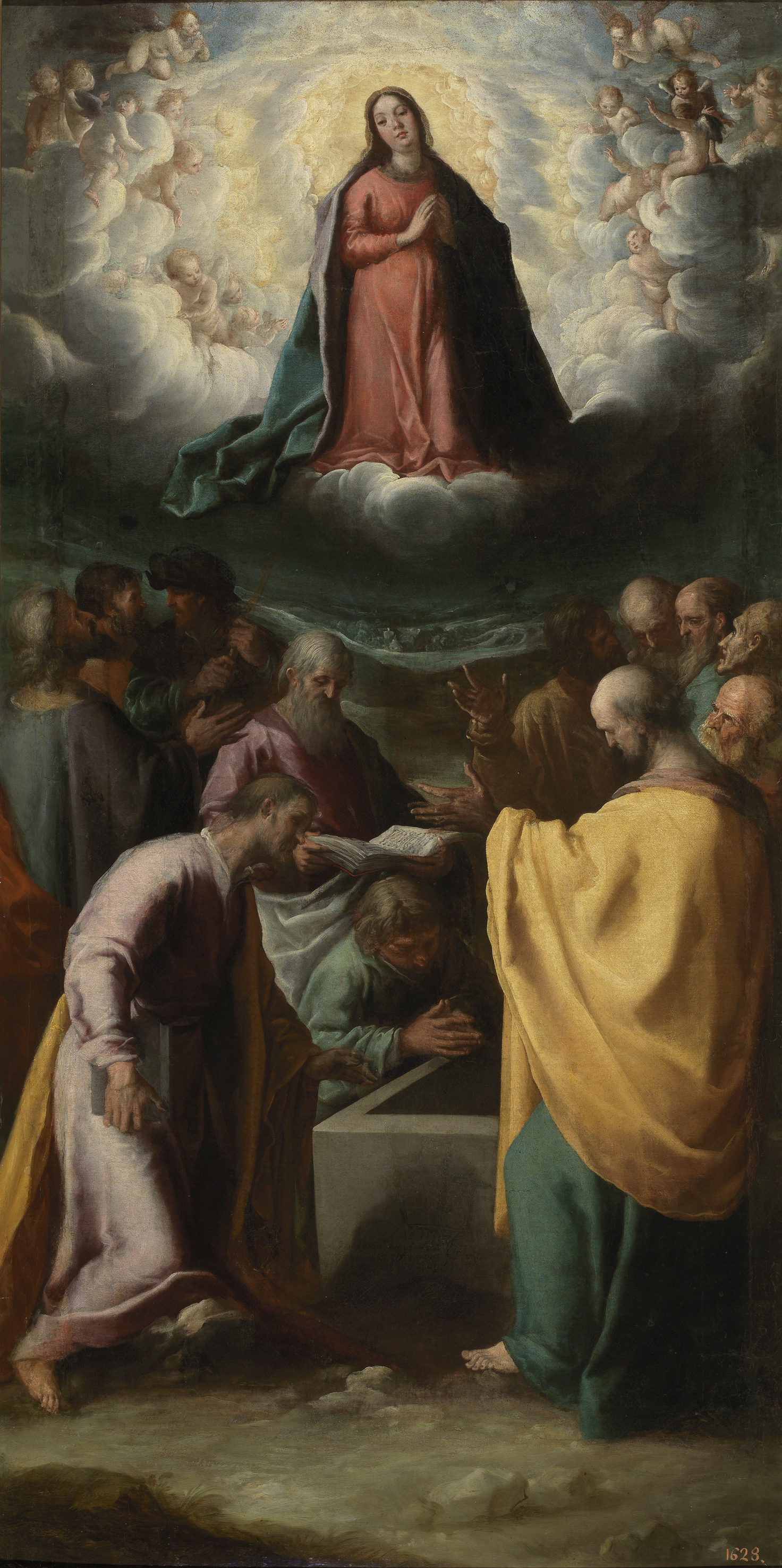
Adorazione della Vergine, Museo del Prado, Madrid.

Eugenio Caxés (anche Cajés) (Madrid, 1575-1576 – Madrid, 15 dicembre 1634) è stato un pittore spagnolo.

## Biografia
Figlio di un pittore italiano che si era trasferito in Spagna per operare nel Monastero dell'Escorial, Eugenio si era formato in uno stile tradizionale ed accademico ed è con l'amico Vicente Carducho un tipico rappresentante dell'epoca di transizione dal manierismo al naturalismo barocco.
Anche se nelle sue opere vi sono reminiscenze del Correggio, raggiunse espressioni intense personali, come ad esempio nel Cristo sul Calvario del convento della Misericordia di Madrid (1613).
Collaborò più volte con Carducho nella realizzazione dei affreschi, polittici e cicli, come nella Sacrestia della Cattedrale di Toledo.
Suo allievo fu Antonio de Puga.